# Baroniinae
Baroniinae је монотипска потпородица унутар породице ластиног репка, јер садржи само један род Baronia и једну врсту краткорога баронија (лат. Baronia brevicornis). Пронађена је у Мексику. Тамо насељава мању област, а важна је због своје реликтне природе и још неутврђеном сродношћу са другим потпородицама поменуте породице као што је Parnassiinae.